# Club Voleibol Teruel
El A. C. Club Voleibol Teruel es un equipo de voleibol de la ciudad de Teruel. Fundado en 1991, milita en la Superliga Masculina española, de forma ininterrumpida, desde la temporada 2006-07. Más conocido por su nombre en competición, Pamesa Teruel Voleibol, ha conseguido un total de 22 títulos nacionales en sus 19 temporadas al más alto nivel. Además, cuenta con un equipo femenino que actualmente milita en Primera División Nacional. Anteriormente tuvo la denominación de CAI Voleibol Teruel.

## Historia
El Club Voleibol Teruel nació en 1991 con un objetivo claro, ofrecer a los jóvenes de la provincia la oportunidad de disfrutar del voleibol. Con un presupuesto de 1.380.000 pesetas y el apoyo de 164 socios, el club logra alcanzar la legalidad. Sus fundadores fueron Antonio Giménez y José Luis Torán que se habían conocido en un curso de entrenadores de nivel provincial que el primero de ellos impartía en Teruel, ciudad natal de ambos. Junto a Eva Choclán y Ana María Gonzalvo, conformaron la primera junta directiva nombrando a Antonio Giménez como primer presidente de la historia del club.
El club empezó su actividad deportiva en los centros de enseñanza Ibáñez Martín, del que provenía Antonio Giménez, y en el colegio Las Viñas, donde José Luis Torán comenzó como jugador. Aunque no fue en ninguno de esos dos sitios donde se iba a disputar el primer partido oficial del club, sino en el bar 'El Chiringuito'. Fue un partido disputado entre los promotores, ayudados por Antonio Lázaro y Eugenio García Alastuey, uno de los empresarios más importantes de la provincia que por aquel momento estaba al frente de la empresa Cárnicas Formiche Alto. Él fue el primer patrocinador del club y aportó cerca de 300.000 pesetas para continuar el crecimiento de la entidad. Esto duró poco ya que García Alastuey falleció al año siguiente.
Durante sus primeros cinco años de vida, el club tuvo que enfrentarse a las dificultades que supone conseguir financiación, lo que implicó renuncias de ascenso por falta de inversiones económicas. No fue hasta 1995 cuando surgió la posibilidad de jugar en Primera División, reto que decidieron afrontar apoyados por un nuevo inversor: el Consejo Regulador de la Denominación de Origen Jamón de Teruel. El club mudó su casa de Las Viñas al pabellón de Los Planos, que se ha convertido en el hogar compartido con la afición desde entonces.

### El camino hacia la profesionalización
La presencia de Carlos Ranera en el club ha sido fundamental, junto a los ya mencionados, para conseguir ascender a la máxima categoría del voleibol nacional. El club contactó con él cuando estaba en CAI en 2004. La entrada de la caja de ahorros como patrocinadora se convirtió en un hito en la historia del club y supuso también un cambio en los colores con los que se identificaba el club. Pasaron de vestirse con los colores rojo y amarillo, a utilizar el color naranja con el que se les identificaría desde entonces por toda España. El CV Teruel, con una inversión de 24.000 euros por parte de CAI, se comprometió a ascender a la liga FEV esa temporada, y lo cumplió.
Tras una temporada por todo lo alto, el equipo consiguió la victoria en la final de la liga FEV ante su rival el Universidad de Zaragoza con un pabellón de Los Planos lleno hasta la bandera. Siendo esta la última con Antonio Giménez como entrenador de la primera plantilla.

### Ascenso a Superliga y consolidación
El ascenso a la Superliga supuso la profesionalización final del club. Pese a ello, los dos primeros años no fueron fáciles. La llegada de un entrenador profesional hizo que la plantilla tuviera más experiencia desde el banquillo para encarar diversas situaciones. La décima posición en ese mismo año hizo que el club permaneciera en primera teniendo la posibilidad de afianzar el proyecto, como así fue. El club empezó a sentirse más cómodo y arropado por su afición en la siguiente temporada y fue la primera que se compitió en la Copa del Rey y en los Play Off por la Superliiga. Todo ello puso al equipo entre los mejores de España y dos campañas después, el equipo comenzó a liderar esta competición.

### El primer equipo campeón
El club había considerado que era el momento de hacer un cambio en el banquillo turolense y por ello se consumó la llegada de Óscar Novillo. EL entrenador fue capaz de llevar a la final de la Copa del Rey al club por primera vez en su historia. Pese a cosechar una derrota ante el Unicaja Almería por 3-0, la plantilla empezó a creerse capaz de competir por la Superliga, algo que se confirmaría cuando lograron proclamarse campeones ese mismo año. El primer título de la historia del club.
A partir de ahí el equipo liderado por Óscar Novillo consiguió 5 Superligas (contando la ya mencionada), 3 Copas del Rey y 3 Supercopas de España, siendo el entrenador más laureado de la historia del club hasta el momento. No sería hasta el fin de la temporada 2013-14, cuando se despediría de la que había sido su casa los seis últimos años.

### Época transitoria
En el inicio de la nueva temporada, Carlos Carreño fue nombrado nuevo entrenador del primer equipo. En su primera temporada al frente de la entidad aragonesa, el equipo consiguió levantar una nueva Supercopa y una Copa del Rey aunque terminaron siendo vencidos en la final de la Superliga. La siguiente temporada no fue nada buena. Es por ello que se cobró el puesto del entrenador, siendo así la primera destitución en dicho cargo en los más de 25 años del club. En su lugar entró Miguel Rivera, quien hasta entonces había sido el segundo entrenador, consiguiendo revertir la situación pero sin conseguir ningún título más esa misma temporada.
Ya en la siguiente campaña y después de un inicio más flojo de lo que acostumbran, el Club Voleibol Teruel asume la celebración de la Supercopa de España de Voleibol de 2016 en el Pabellón Municipal de Los Planos de Teruel, con el objetivo de levantar de nuevo al equipo. Después de un gran partido, consiguen doblegar al Unicaja Almería, levantando así su quinta Supercopa en su historia.
Después de este título, continuó la temporada regular con una actuación más discreta que en años anteriores. Fruto de ello fue su participación en los cuartos de final de la Copa del Rey, la cual superó igual que hiciera después en semifinales. Así, llegó a la final de la competición. El partido estuvo muy igualado. El Ca'n Ventura Palma terminó venciendo en el Tie Break por 3-2 y por lo tanto, el equipo de Miguel Rivera logró el subcampeonato.
Volviendo a la Superliga, ya en las últimas jornadas, le arrebató a Ushuaïa Ibiza Vóley la tercera plaza que le llevaría a enfrentarse contra los palmesanos en las semifinales de los playoffs por el título de campeón. El equipo perdió los tres partidos y por lo tanto dio por finalizada la temporada.

### El camino al Triplete de 2018
La semana después de la eliminación de los playoffs, la dirección del club decidía seguir confiando en su entrenador y renovar a Miguel Rivera para una temporada más. Tras un verano muy ajetreado, el equipo turolense iba a iniciar la temporada. Lo hizo de una manera muy eficaz, recordando a los mejores momentos del cuadro naranja. Llegando a enlazar 7 victorias consecutivas en su debut en la liga regular.
El 1 de noviembre de 2017 iba a ser el momento del resurgir del equipo. En este día, el pabellón de 'Los Planos' de Teruel albergó la Supercopa. El partido estuvo decantado del lado local desde el primer momento. Los aragoneses supieron dominar al campeón de la Superliga y la Copa del Rey, al Urbia Vóley Palma. Con el último punto, iban a conseguir su sexta Supercopa de la historia. Con este trofeo, igualaron al Unicaja Almería en la tabla de campeones históricos. Con el transcurso de la temporada y ya con los playoffs asegurados, el equipo viajaba a Soria para disputar la Copa del Rey. Esta competición acabarían ganándola el 25 de febrero contra el eterno rival, Unicaja Almería, engrandeciendo aún más su historia y su palmarés. Ese palmarés aún se vio más engrandecido al alzarse el 27 de abril con el primer triplete de su brillante historia al sumar Superliga, Copa y Supercopa en una misma temporada, un logro nunca antes alcanzado por ningún equipo de Aragón. Para los turolenses, el 3-0 del ‘play off’ de la final supone la culminación de una intachable trayectoria de 27 años.

### Las séptimas de "Vini" y la vuelta a Europa
El 6 de octubre volvía a derrotar por 3-0 al Unicaja Almería en su feudo Los Planos. Antes del partido, los ahorradores en manos de su capitán Jorge Almansa, entregaron un centro floral al Club Voleibol Teruel en memoria del líbero del equipo desde 2015, Vinicius Noronha, que falleció por causas naturales el 17 de septiembre en Teruel y que al ser muy querido fue recordado también por su afición con una gran pancarta con el lema ‘Eterno Vini’.
El CV Teruel regresó a la competición europea el 9 de octubre tras dos años en blanco por falta de patrocinio.
Teruel consiguió levantar su séptima Superliga en el Moisés Ruiz de Almería. El título sirvió para cerrar el círculo a una temporada en honor a su líbero eterno Vinicius Noronha Da Silva.

## Escudo
El escudo oficial del club está formado por el Tórico de Teruel en negro en la parte superior posado sobre el pilar donde está situado originalmente en color gris. Además de contener un detalle naranja en medio del pilar, también se ve escrito "Voleibol Teruel" siendo la primera palabra en color blanco y la segunda en naranja con mayor tamaño, ambas con el contorno en negro.

## Pabellón

### Los Planos
El Primer Equipo del Club Voleibol Teruel disputa sus partidos en el Pabellón Deportivo Los Planos de Teruel o más conocido como "Los Planos". Situado en el barrio del ensanche de la ciudad de Teruel. Tiene una capacidad de 2904 espectadores sentados. El recinto está cubierto y perfectamente aclimatado para los partidos en invierno. Muestra de ello es las diversas disputas de algunas Copas del Rey, además de albergar también varias ediciones de la Supercopa de España.
También ha servido para disputar compromisos internacionales de la Selección española de voleibol en partidos clasificatorios para campeonatos de Europa y del Mundo, además de serlo en la Liga Mundial y la Liga Europea.

## Himno
El himno oficial del Club Voleibol Teruel es la banda sonora que se escucha en cada partido del equipo tulorense cada vez que juega de local.

Himno Club Voleibol Teruel
Teruel, ciudad de amantes, amantes del voleibol, que cada semana visten de naranja el pabellón. Colmado siempre de honores, orgullo de la afición, equipo de mis amores, te llevo en el corazón. 
Me transformo sin quererlo cuando llego al pabellón, es un sentimiento intenso que desborda mi ilusión. Ya comienza la contienda, ruge brava la afición, sin desmallo siempre alienta, nunca cesa en su tesón.
Teruel, ciudad de amantes, amantes del voleibol, que cada semana visten de naranja el pabellón. Colmado siempre de honores, orgullo de la afición, equipo de mis amores, te llevo en el corazón. 
El partido está animando, ya se palpa la tensión, y la gente está esperando ser de nuevo campeón. El torico luce ufano, la bufanda bicolor, demostrando al mundo entero la nobleza de Aragón.

Teruel, ciudad de amantes, amantes del voleibol, que cada semana visten de naranja el pabellón. Colmado siempre de honores, orgullo de la afición, equipo de mis amores, te llevo en el corazón. ¡Teruel!

## Organigrama del equipo

### Plantilla 2024-25
| # | Nombre                 | F. nacimiento            | Estatura | Origen      | Co | Re | Ce | Op | Li |
| --- | ---------------------- | ------------------------ | -------- | ----------- | -- | -- | -- | -- | -- |
| 9 | Guillem Pont Perello   | 5 de agosto de 2002      | 1,78 m   | España      | x  |    |    |    |    |
| 15 | Pablo Urchevich        | 30 de abril de 2001      | 1,90 m   | Argentina   | x  |    |    |    |    |
| 8 | Emilio Ferrández Moles | 3 de julio de 2001       | 1,96 m   | España      |    | x  |    |    |    |
| 20 | Mariano Vildosola      | 30 de enero de 1991      | 1,90 m   | Argentina   |    | x  |    |    |    |
| 13 | Omar Hoyos             | 20 de diciembre de 2001  | 1,96 m   | Puerto Rico |    | x  |    |    |    |
| 16 | Isaac Valiño Sanz      | 4 de octubre de 1999     | 1,92 m   | España      |    | x  |    |    |    |
| 3 | Bandugu Fofana Cissé   | 21 de agosto de 2006     | 1,94 m   | España      |    |    | x  |    |    |
| 18 | David López Alacio     | 14 de septiembre de 2000 | 1,98 m   | España      |    |    | x  |    |    |
| 10 | Rubén López García     | 30 de mayo de 1999       | 2,00 m   | España      |    |    | x  |    |    |
| 7 | Pedro Hernández        | 5 de Julio de 2006       | 1,93 m   | España      |    |    | x  |    |    |
| 5 | Petar Hristoskov       | 19 de febrero de 1998    | 2,06 m   | Bulgaria    |    |    |    | x  |    |
| 14 | Pablo Pérez Lledó      | 31 de mayo de 2004       | 1,98 m   | España      |    |    |    | x  |    |
| 11 | Tobías Scarpa          | 20 de octubre de 2001    | 1,87 m   | Argentina   |    |    |    |    | x  |
| 19 | Álvaro Montero         | 17 de Noviembre de 2006  | 1,76 m   | España      |    |    |    |    | x  |
| Entrenador: Fabián Muraco Segundo Entrenador: Máximo Torcello Scout: Lázaro Vicente Pérez Fisioterapeuta: Miguel Blanco Médico: Fernando Tomás Rueda |                        |                          |          |             |    |    |    |    |    |

## Entrenadores
| Entrenador         | País      | Temporadas  |
| ------------------ | --------- | ----------- |
| Antonio Giménez    | España    | 1991 - 2006 |
| Miltcho Milanov    | Bulgaria  | 2006 - 2008 |
| Oscar Novillo      | España    | 2008 - 2014 |
| Carlos Carreño     | España    | 2014 - 2016 |
| Miguel Rivera      | España    | 2016 - 2022 |
| Máximo Torcello    | Argentina | 2022 - 2024 |
| Fabián Hugo Muraco | Argentina | 2024 - Act. |

## Palmarés
El palmarés del primer equipo masculino comprende entre sus títulos oficiales siete Superligas, seis Copas del Rey y nueve Supercopas de España.
Nota: en negrita competiciones vigentes en la actualidad.
| Competición nacional                  | Títulos                                                         | Subcampeonatos                |
| ------------------------------------- | --------------------------------------------------------------- | ----------------------------- |
| Superliga Masculina de Voleibol (7/3) | 2008-09, 2009-10, 2010-11, 2011-12 , 2013-14, 2017-18 y 2018-19 | 2012-13 , 2014-15 y 2015-16   |
| Copa del Rey (6/5)                    | 2011, 2012, 2013, 2015, 2018 y 2020                             | 2009, 2016, 2017, 2019 y 2023 |
| Supercopa de España (9/3)             | 2009, 2012, 2013, 2014, 2016, 2017, 2018, 2019 y 2020           | 2010, 2011 y 2015             |

Participaciones en competiciones europeas:
- CEV Champions League (6): 2009-10, 2010-11, 2011-12, 2012-13, 2014-15 y 2018-19.
- Copa CEV (6): 2009-10, 2010-11, 2013-14, 2014-15, 2016-17 y 2018-19.
- Challenge Cup (4): 2008-09, 2009-10, 2010-11 y 2021-22

Títulos amistosos
- Trofeo Ribera Alta del Ebro (1): 2010.[9]